# Mouvement supraluminique
Pour les articles homonymes, voir vitesse supraluminique.

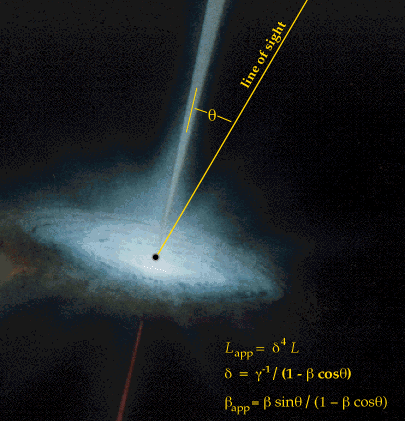
Schéma montrant la supposée lors de l'observation d'un mouvement supraluminique.

En astronomie, le mouvement supraluminique est un mouvement qui semble dépasser la vitesse de la lumière et qui est observé dans certaines radiogalaxies, dans des objets BL Lacertae, dans les quasars et dans des microquasars. Toutes ces zones sont soupçonnées de contenir un trou noir responsable de l'éjection de matière à des vitesses relativistes.
Observé pour la première fois dans les années 1970, le mouvement supraluminique était alors considéré comme une preuve d'une erreur de la mesure des distances des quasars. Bien que dans les années 2020, certains astrophysiciens argumentent toujours en faveur de cette théorie, la majorité de la communauté scientifique pense plutôt que le mouvement supraluminique est la conséquence d'une illusion d'optique.

## Histoire

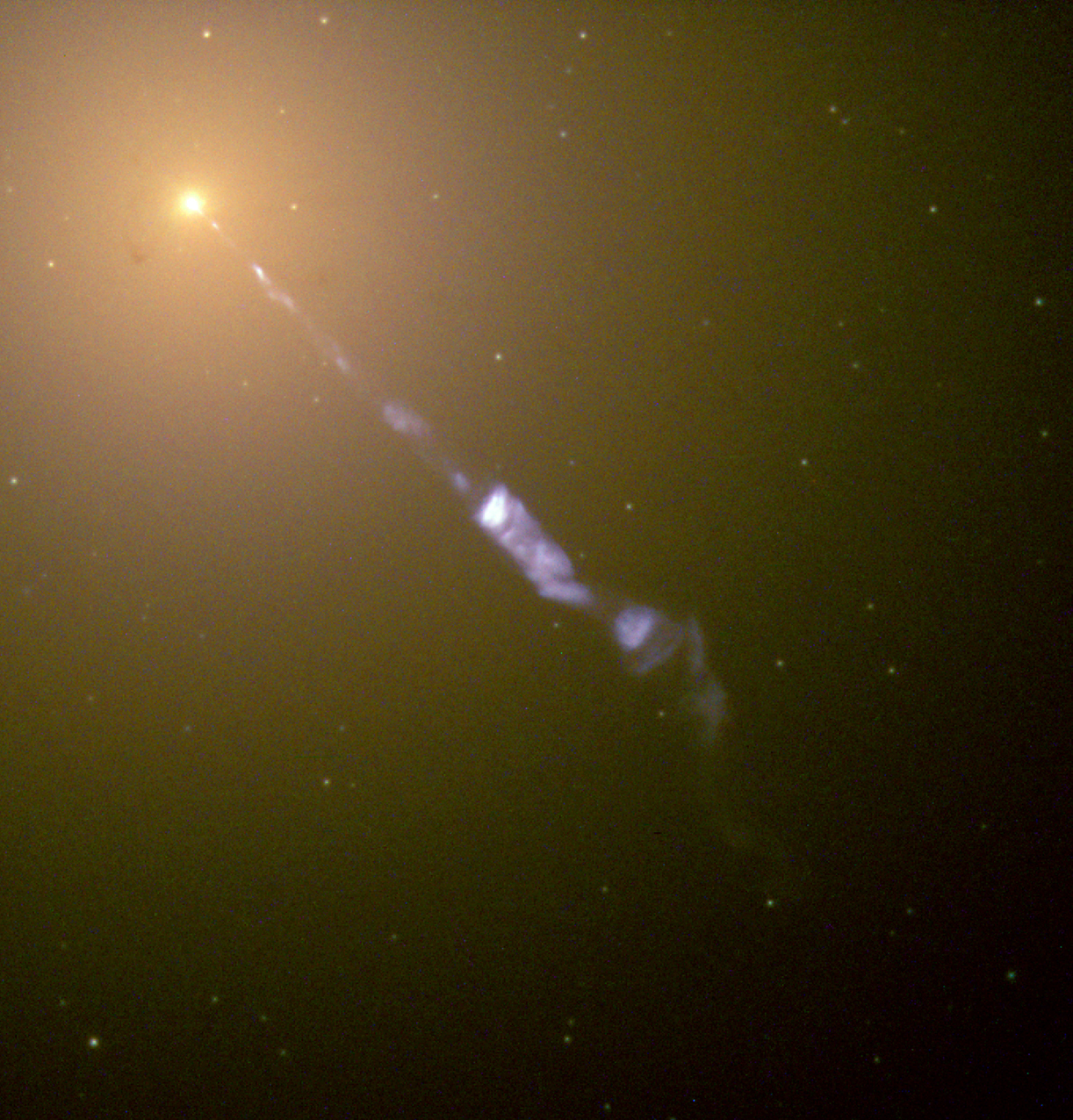
Jet relativiste émis par M87

Le mouvement supraluminique est observé pour la première fois en 1902 lors de l'observation du jet de la nova GK Persei par Jacobus Kapteyn. Sa découverte est publiée dans la revue allemande Astronomische Nachrichten. Elle n'attire cependant l'intérêt des astronomes anglophones que plusieurs décennies plus tard. 
En 1966, le professeur d'astronomie britannique Martin Rees affirme qu'« un objet qui se déplace selon les lois de la relativité restreinte dans une direction appropriée peut sembler, à un observateur lointain, avoir une vitesse dépassant celle de la lumière, ». En 1969 et en 1970, de tels objets sont identifiés, et sont nommés « sources supraluminiques ». Ces découvertes, réalisées à l'aide d'interférométrie à très longue base, permettent de poser des limites à la taille apparente et de déterminer la position avec une exactitude sous la milliseconde d'arc. Cela mène à l'évaluation du mouvement propre des objets pouvant dépasser 6 fois la vitesse de la lumière.
En 1993, des chercheurs analysent le jet extérieur du quasar 3C 273. Ils affirment que le jet est quasiment parallèle à la ligne de visée terrestre, ce qui fait en sorte de créer l'illusion qu'ils dépassent la vitesse de la lumière,,.

Microquasar GRO J1655-40, deuxième microquasar découvert dans notre galaxie.

En 1994, un mouvement supraluminique est observé dans le microquasar GRS 1915+105, situé au sein de la Voie Lactée. Ce sera également le cas pour GRO J1655-40, bien que la distance de ce dernier, et donc sa nature supraluminique, soit sujette à débat,,.

## Explication du phénomène
Le mouvement supraluminique est causé par le jet de matière projeté à des vitesses très proches de celle de la lumière avec un très petit angle du point de vue de l'observateur. À chaque point de leur chemin, les jets à grande vitesse émettent de la lumière et cette lumière ne s'approche pas de l'observateur beaucoup plus rapidement que le jet lui-même. La lumière émise par le jet sur des centaines d'années n'est pas la même du début à la fin du trajet. En effet, la lumière émise au front (celle qui est la première à être émise) n'a pas des centaines d'années-lumière de distance avec celle qui émise à la fin du jet (celle qui a été la plus récemment émise). Le trajet de lumière complet arrive à l'observateur dans une période de temps beaucoup plus courte (approximativement entre 10 ou 20 ans) et donne l'impression qu'elle voyage plus rapidement que la vitesse de la lumière.

### Formalisme

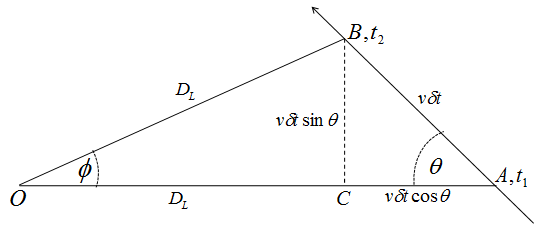
Schéma du cas développé.

Supposons un jet relativiste qui se dirige à l'extérieur d'un noyau d'une galaxie active selon l'axe AB avec une vitesse v. L'observateur se trouve au point O. Au temps {\displaystyle t_{1}} un rayon lumineux quitte le jet du point A et un autre rayon quitte le jet à un temps {\displaystyle t_{2}} du point B. L'observateur au point O perçoit les deux rayons à des temps respectifs {\displaystyle t_{1}^{\prime }} et {\displaystyle t_{2}^{\prime }}. L'angle {\displaystyle \phi } qui correspond au prolongement de la vision de l'observateur avec les points A et B. Considérant la distance du jet observé, les deux prolongements appelés {\displaystyle D_{L}} peuvent être considérés comme égaux.
Si {\displaystyle c} est la vitesse de la lumière et que le décalage entre les deux émissions est noté {\displaystyle t_{2}-t_{1}=\delta t}, nous avons :
{\displaystyle AB=v\delta t}
{\displaystyle AC=v\delta t\cos \theta }
{\displaystyle BC=v\delta t\sin \theta }
{\displaystyle t_{1}'=t_{1}+{\frac {D_{L}+v\delta t\cos \theta }{c}}}
{\displaystyle t_{2}'=t_{2}+{\frac {D_{L}}{c}}}
{\displaystyle \delta t'=t_{2}'-t_{1}'=t_{2}-t_{1}-{\frac {v\delta t\cos \theta }{c}}=\delta t-{\frac {v\delta t\cos \theta }{c}}=\delta t(1-\beta \cos \theta )}, où {\displaystyle \beta =v/c}
{\displaystyle \delta t={\frac {\delta t'}{1-\beta \cos \theta }}}
{\displaystyle BC=D_{L}\sin \phi \approx \phi D_{L}=v\delta t\sin \theta \Rightarrow \phi D_{L}=v\sin \theta {\frac {\delta t'}{1-\beta \cos \theta }}}
La vitesse transversale apparente sur {\displaystyle CB}, {\displaystyle v_{\text{T}}={\frac {\phi D_{L}}{\delta t'}}={\frac {v\sin \theta }{1-\beta \cos \theta }}}
{\displaystyle \beta _{\text{T}}={\frac {v_{\text{T}}}{c}}={\frac {\beta \sin \theta }{1-\beta \cos \theta }}.}
La vitesse transversale apparente est maximale pour des angles entre ({\displaystyle 0<\beta <1})
{\displaystyle {\frac {\partial \beta _{\text{T}}}{\partial \theta }}={\frac {\partial }{\partial \theta }}\left[{\frac {\beta \sin \theta }{1-\beta \cos \theta }}\right]={\frac {\beta \cos \theta }{1-\beta \cos \theta }}-{\frac {(\beta \sin \theta )^{2}}{(1-\beta \cos \theta )^{2}}}=0}
{\displaystyle \Rightarrow \beta \cos \theta (1-\beta \cos \theta )^{2}=(1-\beta \cos \theta )(\beta \sin \theta )^{2}}
{\displaystyle \Rightarrow \beta \cos \theta (1-\beta \cos \theta )=(\beta \sin \theta )^{2}\Rightarrow \beta \cos \theta -\beta ^{2}\cos ^{2}\theta =\beta ^{2}\sin ^{2}\theta \Rightarrow \cos \theta _{\text{max}}=\beta }
{\displaystyle \Rightarrow \sin \theta _{\text{max}}={\sqrt {1-\cos ^{2}\theta _{\text{max}}}}={\sqrt {1-\beta ^{2}}}={\frac {1}{\gamma }}}, où {\displaystyle \gamma ={\frac {1}{\sqrt {1-\beta ^{2}}}}}
{\displaystyle \therefore \beta _{\text{T}}^{\text{max}}={\frac {\beta \sin \theta _{\text{max}}}{1-\beta \cos \theta _{\text{max}}}}={\frac {\beta /\gamma }{1-\beta ^{2}}}=\beta \gamma }
Si {\displaystyle \gamma \gg 1} (par exemple, si la vitesse du jet approche celle de la lumière) alors {\displaystyle \beta _{\text{T}}^{\text{max}}>1} malgré le fait que {\displaystyle \beta <1}. Évidemment, {\displaystyle \beta _{\text{T}}>1} signifie que la vitesse transversale apparente le long de {\displaystyle CB}, la seule vitesse que l'on mesure dans le ciel, est plus grande que la vitesse de la lumière dans le vide. De ce fait, le mouvement parait supraluminique.